# Переволоцкий
Переволо́цкий — посёлок (до 1999 года посёлок городского типа), административный центр Переволоцкого района Оренбургской области России. Расположен на левом берегу реки Самары (приток Волги). Железнодорожная станция на участке Кинель — Оренбург Ташкентского железнодорожного хода.

## История
В июне 1738 года была основана Переволоцкая крепость. Здесь был расположен волок из реки Самары, притока Волги в реку Камыш-Самару, приток Урала. Административно село входило в состав Оренбургского уезда. 
На 1866 г. - Переволоцкий, отряд казачий, при р. Самаре.
С 13 февраля 1935 года село Переволоцкое административный центр Переволоцкого района.
Решением исполнительного комитета Оренбургского областного Совета депутатов трудящихся от 11 апреля 1959 года село Переволоцкое Переволоцкого района отнесено к категории рабочих поселков, с присвоением ему наименования — рабочий посёлок Переволоцкий.

## Население
| 1939  | 1959  | 1970  | 1979  | 1989    | 2002  | 2010  |
| ----- | ----- | ----- | ----- | ------- | ----- | ----- |
| 2466  | ↗5509 | ↗7650 | ↗8466 | ↗10 279 | ↘9721 | ↘9598 |
| 2021  |       |       |       |         |       |       |
| ↘8467 |       |       |       |         |       |       |

Проживают русские, татары, башкиры.

## Экономика
В посёлке имеются механический завод, инкубаторно-птицеводческая станция, элеватор.